# Javier Hurtado
Javier Hurtado Domínguez (Madrid, 1981) es un abogado y político español del PSE-EE. En 2020, con la duodécima legislatura autonómica del País Vasco, bajo la presidencia del lehendakari Iñigo Urkullu, fue nombrado consejero de Turismo, Comercio y Consumo del Gobierno regional. Tras las elecciones autonómicas del 21 de abril del 2024 en el País Vasco, fue nuevamente nombrado consejero de Turismo, Comercio y Consumo, bajo la presidencia del lehendakari Imanol Pradales.

## Biografía y trayectoria política
Es licenciado en Derecho y Ciencias Políticas por la Universidad Autónoma de Madrid. Durante la duodécima legislatura autonómica asume la consejería de Turismo, Comercio y Consumo, bajo la presidencia del lendakari Iñigo Urkullu. En abril de 2024, en la duodécima legislatura, asume interinamente la consejería de Trabajo y Empleo, tras la marcha de Idoia Mendia como candidata a las Elecciones al Parlamento Europeo de 2024.
| Predecesor: Sonia Pérez  | Consejero de Turismo, Comercio y Consumo del Gobierno Vasco 2020 | Sucesor:              |
| Predecesor: Idoia Mendia | Consejero de Trabajo y Empleo 2024                               | Sucesor: Mikel Torres |